# Oktober 1996
Dit artikel geeft een chronologisch overzicht van alle belangrijke gebeurtenissen per dag in de maand oktober van het jaar 1996.

## Gebeurtenissen

### 1 oktober
- De Rotterdamse burgemeester Bram Peper installeert generaal-majoor b.d. Jan Willem Brinkman als nieuwe korpschef van de politieregio Rotterdam-Rijnmond. Door conflicten wordt Brinkman al binnen een jaar op buitengewoon verlof gestuurd en kort daarop wordt ontslag verleend.

### 3 oktober
- De SEP (Samenwerkende Elektriciteitsproducenten) kondigt de sluiting aan van de kerncentrale van Dodewaard.

### 5 oktober
- Het Nederlands elftal wint de eerste kwalificatiewedstrijd op weg naar het WK voetbal 1998 in Frankrijk. Wales wordt in Cardiff met 3-1 verslagen, onder meer door twee treffers van invaller Pierre van Hooijdonk. Bondscoach Guus Hiddink stuurt opnieuw twee debutanten het veld in: Ferdi Vierklau en Roy Makaay, beiden van Vitesse.

### 6 oktober
- Rebellen van de Banyamulenge – Tutsi's die al 200 jaar in Oost-Zaïre wonen – vermoorden 34 patiënten en zes personeelsleden van een ziekenhuis in Lemara.

### 8 oktober
- Zaïrese autoriteiten in het oosten van het land geven alle 400.000 Banyamulenge, van origine Tutsi's uit Rwanda en Burundi, opdracht zich binnen zes dagen in legerkampen te vestigen, anders zullen zij als opstandelingen worden beschouwd.

### 13 oktober
- Ongeveer 20.000 Hutu-vluchtelingen uit Rwanda en Burundi ontvluchten hun opvangkamp in Oost-Zaïre, na een aanval door gewapende mannen, vermoedelijk Banyamulenge-rebellen (Tutsi's). Daarbij komen drie vluchtelingen om het leven en raken negen anderen gewond.

### 18 oktober
- Het Zaïrese leger is in gevecht met "infiltranten uit Burundi", zo melden bronnen binnen hulporganisaties telefonisch vanuit de plaats Uvira. De strijd heeft plaats in Oost-Zaïre, minder dan 30 kilometer ten noorden van Uvira. Oprichting van de Alliantie van Democratische Krachten onder leiding van Laurent Kabila.

### 20 oktober
- De eerste witte mars wordt gehouden in Brussel als protest tegen het optreden van de overheid in de zaak-Dutroux.
- De gevechten in de Oost-Zaïrese provincie Zuid-Kivu breiden zich noordwaarts uit. Zwaarbewapende aanvallers, vermoedelijk afkomstig uit Rwanda, voeren bij Goma een operatie uit tegen een elite-eenheid van het Zaïrese leger.

### 21 oktober
- Bijna een kwart miljoen Burundese en Rwandese Hutu-vluchtelingen in Oost-Zaïre vluchten uit hun opvangkampen, omdat de strijd tussen het Zaïrese leger en Banyamulenge-rebellen in de provincie Zuid-Kivu verhevigt.

### 23 oktober
- Zaïre beschuldigt Rwanda en Burundi het oosten van het land te zijn binnengevallen. Volgens onbevestigde berichten bevinden zich ongeveer 1.700 Rwandese of door Rwanda opgeleide soldaten in Oost-Zaïre. De Verenigde Naties waarschuwen voor een tragedie.

### 24 oktober
- De Banyamulenge-guerrillastrijders in Oost-Zaïre, die in een hevige strijd met het Zaïrese leger zijn gewikkeld, nemen drie steden in en belegeren Bukavu, de hoofdstad van de provincie Zuid-Kivu.

### 25 oktober
- De Zaïrese regering roept de noodtoestand uit in de provincies Noord- en Zuid-Kivu in Oost-Zaïre.

### 27 oktober
- De vluchtelingenstroom als gevolg van de etnische strijd in Oost-Zaïre zwelt aan tot meer dan een half miljoen mensen. Veel internationale hulporganisaties, onder andere van de VN, trekken zich terug uit het gebied.

### 29 oktober
- De Zaïrese regering plaatst de oostelijke provincies Noord- en Zuid-Kivu onder militair bestuur.
- Als gevolg van het oorlogsgeweld in Oost-Zaïre komt de Heineken-brouwerij in de stad Bukavu stil te liggen. Een deel van de driehonderd werknemers, vooral Tutsi's, wordt geëvacueerd naar het noordelijker gelegen Goma.

### 30 oktober
- Rwanda dreigt Zaïre met gewapende acties na de beschietingen aan de grens bij de Rwandese stad Cyangugu,

### 31 oktober
- Guerrillastrijders van de Banyamulenge (Tutsi's die al 200 jaar in Zaïre wonen) vallen de luchthaven van de Oost-Zaïrese stad Goma aan. Het Zaïrese parlement besluit in een spoedzitting de diplomatieke betrekkingen met de buurlanden Oeganda, Rwanda en Burundi te verbreken.
- In Ierland beginnen de uitzendingen van TG4 of Teilifís na Gaeilge. Het eerste station in de Ierse taal.

<< · januari · februari · maart · april · mei · juni · juli · augustus · september · oktober · november · december · >>